# Де Мёйнк, Йохан
Йохан де Мёйнк (нидерл. Johan De Muynck; род. 30 мая 1948, Эвергем, Бельгия) — бельгийский профессиональный шоссейный велогонщик в 1971-1983 годах.  Победитель  велогонки «Джиро д’Италия» (1978).

## Достижения
1971
3-й Схелдепрейс
1973
1-й Брабантсе Пейл
1974
3-й Чемпионат Бельгии — Групповая гонка
1975
1-й — Этап 5 Тур Бельгии
1976
1-й Тур Романдии — Генеральная классификация
1-й — Этапы 2, 4 и 5b (ИГ)
2-й Джиро д’Италия — Генеральная классификация
1-й — Этап 6
1977
2-й Вуэльта Каталонии — Генеральная классификация
1-й — Этап 5
2-й Париж — Тур
2-й À travers Lausanne
3-й Тур дю От-Вар — Генеральная классификация
5-й Тур Романдии — Генеральная классификация
8-й Джиро ди Ломбардия 
8-й Тур Швейцарии — Генеральная классификация
1978
1-й  Джиро д’Италия— Генеральная классификация
1-й — Этап 3
1-й — Этап 4 Grand Prix du Midi libre
3-й Тур Романдии — Генеральная классификация
9-й Джиро ди Ломбардия 
9-й Тиррено — Адриатико — Генеральная классификация
1980
4-й Тур де Франс — Генеральная классификация
7-й Вуэльта Испании — Генеральная классификация
1981
1-й Subida a Arrate
2-й Klasika ou Clásica de Ordicia
7-й Тур де Франс — Генеральная классификация
8-й Тур Романдии — Генеральная классификация
9-й Джиро ди Ломбардия 

### Гранд-туры
| Гранд-тур                 | 1972 | 1973 | 1974 | 1975 | 1976 | 1977 | 1978 | 1979 | 1980 | 1981 | 1982 | 1983 |
| ------------------------- | ---- | ---- | ---- | ---- | ---- | ---- | ---- | ---- | ---- | ---- | ---- | ---- |
| Джиро д’Италия            | —    | —    | —    | —    | 2    | —    | 1    | —    | —    | —    | —    | —    |
| Тур де Франс              | НФ   | —    | —    | —    | —    | —    | —    | НФ   | 4    | 7    | 28   | НФ   |
| (c 2010 ) Вуэльта Испании | —    | —    | —    | —    | —    | —    | —    | —    | 7    | —    | —    | —    |

| —  | Не участвовал  |
| НФ | Не финишировал |